# Móveis Cimo
A Móveis Cimo S/A. foi uma fábrica de móveis que iniciou suas atividades no ano de 1913, no município de Rio Negrinho, Santa Catarina, e faliu em 1982, quando sua matriz estava localizada em Curitiba, Paraná. Seus fundadores foram Willy Jung e Jorge Zipperer.

## História

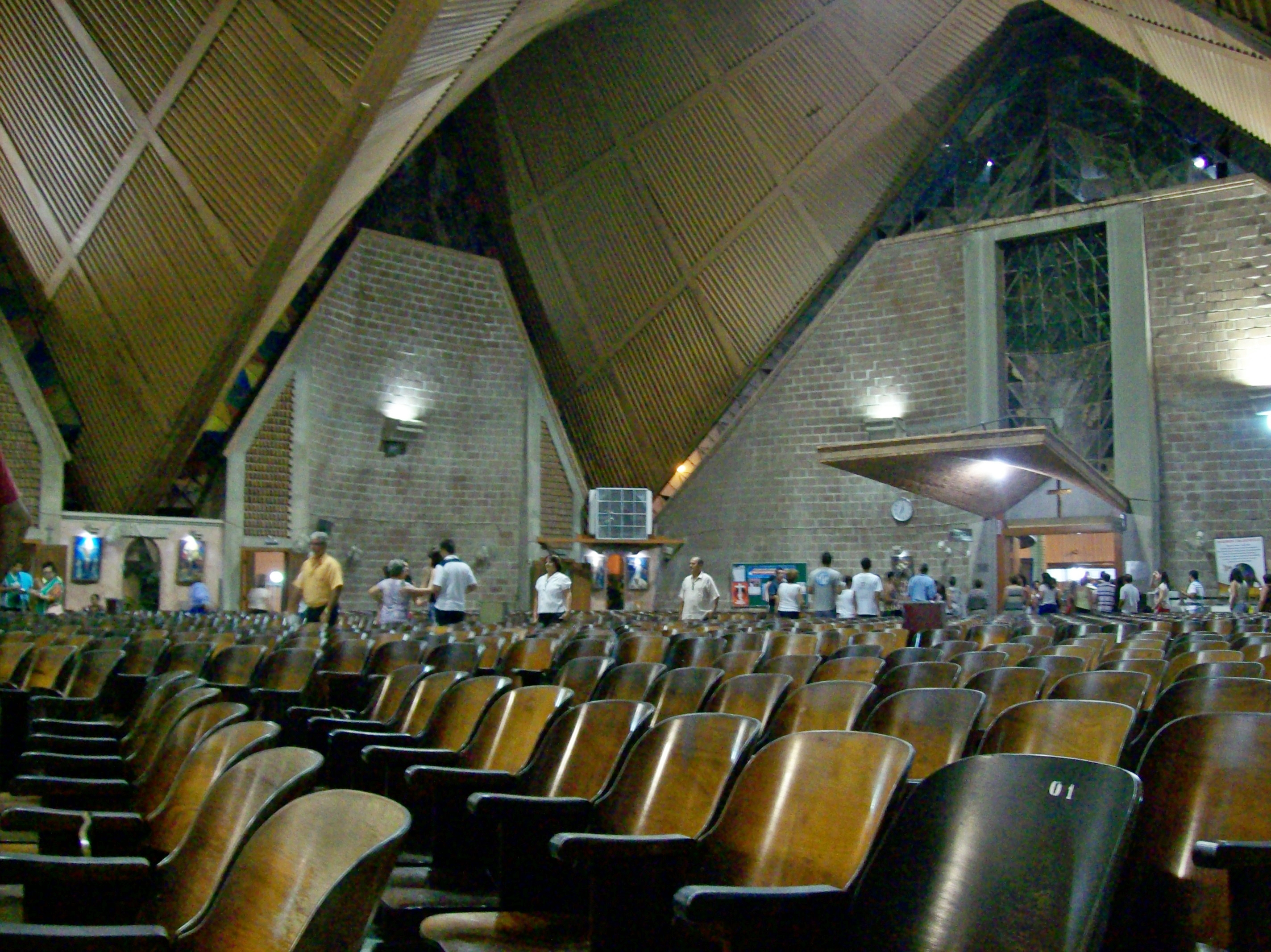
Cadeira da Móveis Cimo na Catedral de São Sebastião, em Coronel Fabriciano, Minas Gerais.

Os fundadores Jorge Zipperer e Willy Jung abriram uma casa de comércio em 1912, na vila de São Bento, atual São Bento do Sul. Logo em seguida adquiriram um terreno de Serapião Ferreira de Lima, em Rio Salto, uma área de 111 alqueires, construindo ali uma serraria e tendo anexo uma fábrica de caixas.
A serraria era movida a vapor de locomóvel, a qual foi acoplado um gerador que permitia a iluminação elétrica da vila de operários, algo incomum na época.
Em 1915, venderam a casa de comércio em São Bento ao irmão de Jorge, Carlos Zipperer, e ampliaram o negócio de serraria, abrindo uma segunda unidade em Lageado, no Paraná, num local conhecido como Encruzilhada.
A Estrada Dona Francisca já atravessava o distrito de Rio Negrinho desde de 1880. Em 1913, chegou a ferrovia, um ramal da Estrada de Ferro São Paulo Rio Grande (EFSPRG) sendo construída uma estação no local do futuro município de Rio Negrinho.
Havia a necessidade de uma ligação entre a estação ferroviária de Rio Negrinho e o Lageado, onde se situava a segunda das serrarias da Jung & Cia. Para isso, no ano de 1918, foi construída uma estrada, que seria chamada Estrada Irani. Hoje essa ligação rodoviária se tornou parte da malha urbana de Rio Negrinho.
Ainda no ano de 1918, a Jung & Cia comprou de José Brey 625.000 m² de terras para centralizar suas atividades, ficando entre a estação ferroviária e a Estrada Dona Francisca. É sobre essa área que se formou o núcleo urbano do município de Rio Negrinho.
Em 1919, o sócio Willy Jung contraiu a Gripe espanhola, vindo a falecer em seguida. Dissolveu-se a sociedade por desinteresse de seus herdeiros e ingressou em seu lugar Andréas Ehrl,  passando a empresa a ser denominada A.Ehrl & Cia.
Os projetos de ampliação das serrarias continuaram. Para Rio Negrinho levaram outra grande caldeira, que acoplada a um locomóvel e gerador de 120 PS, fornecia toda a energia elétrica das cidades gêmeas de Porto União e União da Vitória, na divisa de Santa Catarina com o Paraná. Imediatamente toda a serraria, a casa de comércio, bem como na vila operária e residências à margem direita do rio Negrinho foram dotadas de energia elétrica.
Com o final da Primeira Guerra Mundial, os negócios passaram a fluir melhor, os grandes investimentos feitos em 1918, como a construção da estrada Irany, a transferência das serrarias do Salto para Rio Negrinho e de Lageado para junto à ponte Rodrigues, aquisição de duas caldeiras e equipamentos e finalmente a indenização das cotas de Willy Jung aos herdeiros, acabaram por debilitar  a situação financeira da empresa, que contraiu empréstimos bancários.
Outro fator que atrapalhou as operações da empresa era o tratamento diferenciado na oferta de vagões ferroviários por parte da Estrada de Ferro São Paulo-Rio Grande – EFSPRG
Em setembro de 1920 a serraria junto a ponte Rodrigues, na margem do rio Negro, já havia exaurido todas as reservas de madeira nas regiões adjacentes e foi vendida.

### Fabricação de Móveis
Como os negócios com madeira estavam desfavoráveis, Jorge Zipperer, em viagem a São Paulo encontra seu irmão Martin, que administrava uma fábrica de móveis chamada McDonald’s. Martin Zipperer havia cursado marcenaria no Liceu de Artes e Ofícios de São Paulo. Antes havia trabalhado em indústrias moveleiras, onde aprendera a profissão.
Dali decidiram abrir uma fábrica de móveis em Rio Negrinho, para contornar a má fase que passava o comercio de madeira bruta. Em outubro de 1921, Martin se desligou da firma de São Paulo e se transferiu para o sul, quando começaram a montar uma fábrica de cadeiras em Rio Negrinho. Em dezembro do mesmo ano receberam o primeiro grande pedido. 
Os negócios seguiam diversificados, pois as vendas de cadeiras não evoluíram com vigor esperado no início, de maneira que desenvolveram também projetos de casas pré-fabricadas, forneciam madeiramento para quartéis do exercito e madeiras diversas para a construção civil em geral. Além das caixas para laranjas, seu primeiro negócio.
Após muitos contratempos e troca de sócios, as vendas da empresa evoluíram bem. Finalmente a fabricação de móveis entrou num ritmo bom, graças à boa qualidade e o design inovador dos produtos. Em 1924, venderam aproximadamente 60.000 cadeiras e poltronas de cinema. Os negócios de caixas e de madeira serrada para construção civil também se desenvolveu favoravelmente.
O período de prosperidade fez com que se investisse ainda mais em unidades fabris e maquinários modernos.
Jorge Zipperer faleceu em 31 de janeiro de 1944, com 65 anos. Pressionada pelas contingências comerciais, a empresa deu um passo muito ousado e aceita a incorporação num conglomerado único, composto por uma vasta gama de empresas ligadas ao seu corpo de representantes, que teoricamente apresentavam interesses comerciais afins. Nesta operação se incorporam à então Cia. M. Zipperer – Móveis Rio Negrinho S/A, as seguintes empresas: 
-          Fábrica de Móveis Maida,
-          Oficina de Artes e Mobiliário Ltda,
-          Leopoldo Reu & Cia,
-          Schauz & Buchmann Ltda,
-          P. Kastrupp & Cia,
-          Raymundo Egg & Cia.
Essa corporação de sete fábricas de móveis acabaram por formar a Cia. Industrial de Móveis S/A, cujo acrônimo passou a ser o nome conhecido doravante – CIMO, CIMO S/A ou Móveis Cimo. Em 1954 a empresa passou a se chamar  oficialmente Móveis Cimo S/A.
A empresa caminhoua então para se tornar a maior fábrica de móveis da América Latina, embora com uma administração altamente descentralizada. Tinha fábricas em Rio Negrinho, Curitiba, Joinville e no Rio de Janeiro, onde fixaram sua sede, logo transferida para Curitiba.
O conglomerado Cimo produzia móveis para cinemas e auditórios, onde conquistou o monopólio do mercado. Diversificou com móveis escolares e linhas institucionais de escritório e residencial, conhecidos pela alta qualidade. Tinham muita facilidade em vencer grandes concorrências governamentais para fornecer móveis escolares e institucionais.

### Decadência e fechamento
No final da década de 1960, se instalaram no Brasil duas grandes plantas para a produção de painéis de fibra de madeira aglomerada. Essa matéria prima deslocou o eixo da produção de móveis e criou uma concorrência muito competitiva aos produtos fabricados pela Cimo. Como esta mantivesse sua produção verticalizada pelo uso da madeira maciça  e compensada, sem  movimento para se adaptar ao uso do aglomerado, começaram a experimentar dificuldades com os concorrentes, que usavam a nova variante tecnológica e produtiva.
No início da década de 1970, já se manifestavam sintomas de grave crise administrativa e financeira na empresa. Com a morte de Martin Zipperer, no dia 23 de novembro de 1971, as coisas passaram a se suceder rapidamente e em outro patamar. A unidade de Joinville tinha sido  completamente destruída por um incêndio ocorrido em 30 de novembro daquele ano Em 1972, a assembléia decidiu pela construção de uma nova e moderna unidade fabril, isso fica mais premente quando em abril desse mesmo ano a fabrica de Rio Negrinho também sofreu um grande incêndio, na seção de estofaria e lustração. A unidade de Rio Negrinho, agora a segunda maior do grupo, tinha um padrão construtivo muito arcaico, pois era externamente de alvenaria e todas a divisões internas eram de madeira. Tecnologicamente essa fábrica também já era obsoleta.
Assim, a empresa recorre a financiamento bancário, que não foi honrado, de forma que o banco credor convocou uma assembléia de acionistas e destituiu a diretoria nomeando outra, de sua lavra. Impõe também a abertura de pedido de concordata preventiva. Os principais diretores vendem a totalidade de suas ações.
No final de1978, com a situação piorando irremediavelmente, o controle acionário  passa para o grupo Lutfalla,  que detinha 62% do capital, mas sem interesse real em reerguer a empresa, acabou por abandoná-la. Em fevereiro de 1982, após 79 anos de história, é decretada a falência da Móveis Cimo S/A.